# Messicobolus pictus
Messicobolus pictus är en mångfotingart som beskrevs av Chamberlin 1922. Messicobolus pictus ingår i släktet Messicobolus och familjen Messicobolidae. Inga underarter finns listade i Catalogue of Life.